# Give More Love
Give More Love è il diciannovesimo album in studio del musicista inglese Ringo Starr, pubblicato nel 2017.

## Tracce
1. We're on the Road Again – 4:24 (Richard Starkey, Steve Lukather)
2. Laughable (Starkey, Peter Frampton)
3. Show Me the Way (Starkey, Lukather)
4. Speed of Sound (Starkey, Richard Marx)
5. Standing Still – 3:06 (Starkey, Gary Burr)
6. King of the Kingdom (Starkey, Van Dyke Parks)
7. Electricity (Starkey, Glen Ballard)
8. So Wrong for So Long – 4:02 (Starkey, Dave Stewart)
9. Shake It Up (Starkey, Gary Nicholson)
10. Give More Love – 4:01 (Starkey, Nicholson,)

Bonus tracks
1. Back Off Boogaloo (Starkey)
2. Don't Pass Me By (featuring Vandaveer) (Starkey)
3. You Can't Fight Lightning (featuring Alberta Cross) (Starkey)
4. Photograph (featuring Vandaveer) (Starkey, George Harrison)